# Zegrze
Zegrze (IPA 'zɛɡʐɛ) è una frazione polacca del comune urbano-rurale di Serock, nel distretto di Legionowo del voivodato della Masovia. 
Si trova sulle rive del Lago Zegrzyńskie (ottenuto per sbarramento del fiume Narew), circa 7 km a sud-ovest di Serock e 28 km a nord di Varsavia.
Fino al 1954 Zegrze fu un comune autonomo e nel periodo 1975-1998 appartenne amministrativamente alla città di Varsavia.

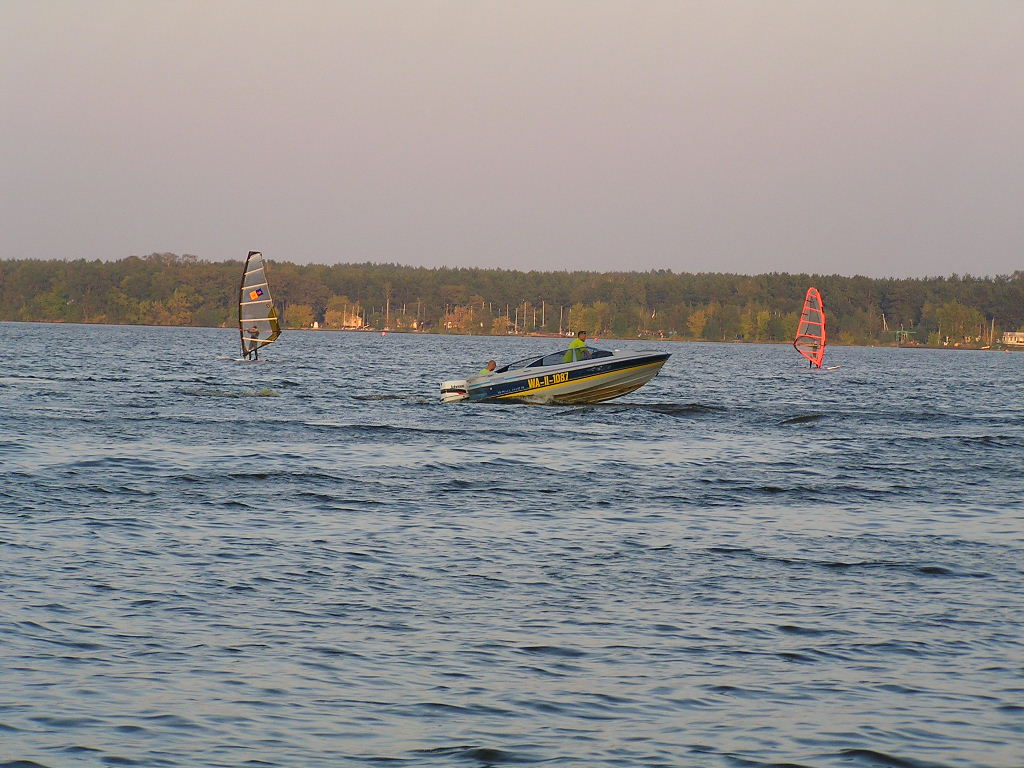
Un'immagine del Lago Zegrzyńskie

Ha una popolazione residente di circa 970 abitanti. 
La nascita del paese risale al XII secolo, e si chiamò Zgierz fino al XVII secolo. 
Nel 1963 fu inaugurata ufficialmente una spiaggia sul lago Zegrze, e in breve tempo la località divenne una destinazione privilegiata degli abitanti di Varsavia per trascorrervi il week-end. Il paese è dotato anche di una palazzina di caccia del XIX secolo (ora adibita a residenza di campagna) e di un casinò.